# Fernão de Pina
Fernão de Pina, nascido na Guarda, fidalgo da Casa Real, padroeiro da matriz de Cavadoude, foi o 10.° cronista-mor e guarda-mor da Torre do Tombo, da qual foi nomeado em 1523 e até 1548.  Era filho do cronista Rui de Pina. 
Foi sucedido enquanto guarda-mor da Torre do Tombo por Damião de Góis, em virtude da sua prisão no castelo da Alcáçova de Lisboa, pela Inquisição, em 1548 e da respectivo auto-da-fé de 31 de Março de 1550, e depois por António Pinheiro, enquanto cronista-mor, em 1550, em virtude da sua condenação, pela Inquisição.

## Vida
O cronista, vivendo na cidade da Guarda e exercendo o ofício pago pelo Almoxarifado dessa comarca, só passou a residir oficialmente na corte em 1536.
Era homem “envolto de carnes”, “maldisposto do baço” e visitado com frequência por “febres quartãs”, talvez de personalidade difícil e até de alguma sobranceria intelectual.
Aos cinquenta anos de idade detinha um vasto património pessoal distribuído pela sua terra natal, casas de morada sobre a Porta do Sol em Lisboa e, “Acima de Sacavém”, uma quintã do Alião em Unhos. Vivia, aliás, do seu ordenado com visível desafogo e algum alarde fidalgo, como o próprio revelação ao mencionar que caçava com dois cavalos e dois açores. Era letrado em grego e latim, conhecedor da língua hebraica e dono de uma vasta livraria com “Livros de humanidade”.

### Processo da Inquisição
Fernão de Pina, posto que acusado de se confessar poucas vezes e de descrer no Santíssimo Sacramento, nunca deixou de cumprir as suas obrigações religiosas.
Mesmo assim, foi acusado de heresia e sujeito a um processo que ditou o seu afastamento do cargo de cronista-mor, onde seria sucedido por António Pinheiro. 

Uma longa desatenção por parte dos estudiosos tem caracterizado o processo inquisitorial contra Fernão de Pina, cronista-mor do reino, e guarda-mor do arquivo da Torre do Tombo desde 1523, cargo já ocupado pelo seu pai, Rui de Pina. Julgado culpado de nutrir crenças e «dizer palavras outras muitas sospectas na fé escandalosas», Pina abjurou de forma privada à frente dos inquisidores de Lisboa a 31 de Março de 1550.

O acesso privilegiado à documentação faziam dele um «homem perigoso»:
Em data imprecisa desse ano de 1546 (certamente depois da Páscoa) a Inquisição procedeu à prisão de Pina. Tratava-se de «pessoa poderosa», conforme escreveram os juízes nas actas. Apesar disso, ou talvez mesmo por isso, o cronista régio sofreu um longo abandono.
Assim, já antes tinha sido afastado do cargo de guarda-mor da Torre do Tombo, tendo sido apontado em seu lugar Damião de Góis:

O seu destino já estava escrito antes da sentença. Demonstra-o, de igual modo a atribuição em 1548 do cargo de guarda-mor da Torre do Tombo a Damião de Góis «em quamto Fernão de Pina não for livre dos casos per que ora he preso e acusado».

### Dados genealógicos
Filho de Rui de Pina e de Catarina Vaz de Gouveia, filha do Dr. Pedro de Gouveia do Conselho do Rei D. Manuel I e seu Desembargador do Paço.
Casado comː
- Mor Teixeira[9]

Tiveramː
- Rui de Pina, com descendência[10].
- Jorge de Pina, fidalgo da Casa Real, tesoureiro da Sé da Guarda[11].
- Violante de Pina casada com Diogo Homem, contador da cidade de Coimbra e e Aveiro[12]
- Álvaro de Pina casado com Leonor Gomes de Carvalho[13].